# Antonio Veracini
Antonio Veracini (Firenze, 17 gennaio 1659 – Firenze, 26 ottobre 1733) è stato un compositore e violinista italiano, zio di Francesco Maria.

## Biografia
Antonio Veracini probabilmente intraprese gli studi musicali col padre Francesco. Dopo vari contatti con la corte medicea attraverso il padre, protetto dal granduca Ferdinando II, nel 1682 entrò al servizio della granduchessa Vittoria e vi rimase fino alla morte di questa, nel 1694. Alla morte di Pietro Sammartini, nell'anno 1700 divenne maestro di cappella della chiesa di S. Michele a Firenze. Egli riceveva commissioni di musica sacra da altre chiese fiorentine e di oratori da parte della compagnia di S. Marco, S. Jacopo del Nicchio, e di S. Niccolò del Ceppo. Parallelamente, insegnava nella scuola privata fondata e diretta dal padre, e dal 1708 ne prese il posto come direttore. Sono documentati tre suoi viaggi: 2 furono in direzione di Roma (1699), dove probabilmente incontrò Arcangelo Corelli, mentre un terzo (1720) fu alla volta di Vienna, ma sappiamo con certezza che egli si trovava a Firenze ogni Pasqua dal 1685 al 1733, come si evince dagli elenchi parrocchiali. Fu celebrato virtuoso del violino ed insegnante del nipote Francesco Maria, insieme al quale tenne numerosi concerti con grande successo.
Durante la sua vita possedette strumenti di inestimabile valore, alcuni prodotti da Jakob Stainer, altri dalla bottega di Nicola Amati.

## Composizioni

### Musica strumentale
- Sonate a tre, due violini, e violone, o arcileuto col basso per l'organo... Opera Prima (Firenze, 1692)
- Sonate da camera a violino solo... Opera Seconda (Modena, 1694)
- Sonate da camera a due, violino e violone o arcileuto col basso per il cimbalo... Opera Terza (Modena, 1696)

### Oratori
- Il figliuol prodigo, (1693)
- La caduta de' Filistei nella morte di Sansone, (1695)
- I trionfi di Giosuè, (1703)
- Assalon punito, (1708)

La musica degli oratori sopra elencati è perduta.